# Riviertandzaad
Riviertandzaad (Bidens radiata) is een eenjarige plant uit de composietenfamilie (Asteraceae). De soort staat op de Nederlandse Rode lijst van planten als zeldzaam en stabiel of toegenomen. De plant komt van nature voor in  Europa en Midden-Azië.
De plant wordt 10-90 cm hoog en heeft bleekgroene tot iets roodachtige, vertakte stengels. De driedelige, soms ongedeelde bladeren zijn geelachtig groen en hebben aan de rand duidelijk naar binnen gekromde tanden.
De plant bloeit van juli tot in oktober met gele buisbloemen die staan in 1-2 cm grote bloemhoofdjes. De hoofdjes hebben tien tot twaalf omwindselbladen. De hoofdjes zijn tijdens het afrijpen breder dan hoog.
De vrucht is een 3-4 mm lang, afgeplat nootje met twee pappusnaalden.

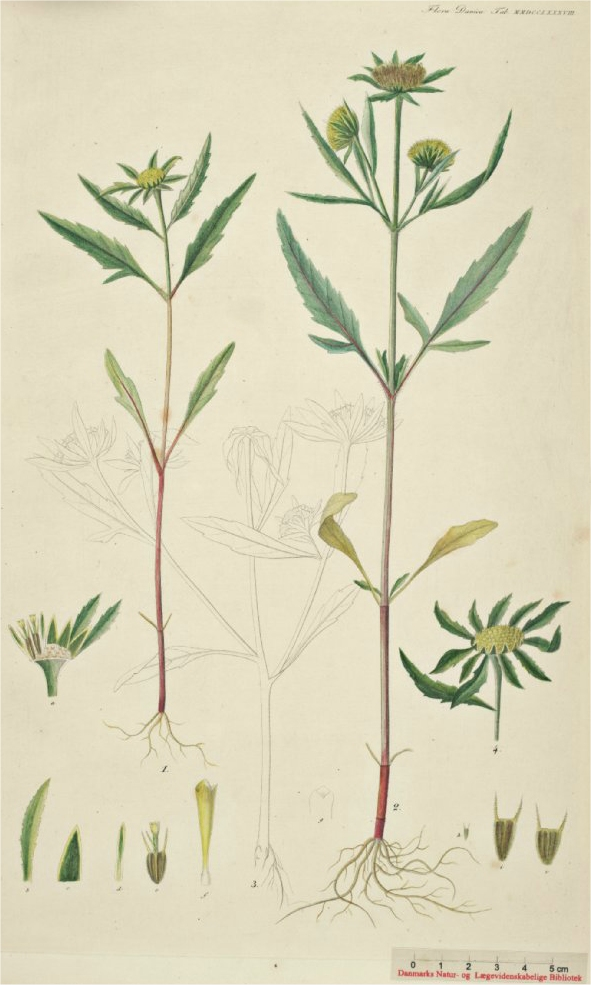
Riviertandzaad

Riviertandzaad komt voor op zandige grond van drooggevallen rivieroevers.

## Namen in andere talen
- Duits: Strahlen-Zweizahn
- Engels: Greater Bur-marigold
- Frans: Bident radié